# Kuryłówka
Kuryłówka is een dorp in het Poolse woiwodschap Subkarpaten, in het district Leżajski. De plaats maakt deel uit van de gemeente Kuryłówka en telt 1711 inwoners.
Het ligt aan de monding van Złota tot San. Het werd voor het eerst genoemd in 1515, hoewel de nederzetting op deze plaats al in de Romeinse tijd bestond. In 1978 deed Aleksandra Gruszczyńska van het District Museum in Rzeszów archeologisch onderzoek waarbij de overblijfselen van een nederzetting uit de Romeinse tijd werden ontdekt.